# Шелдън Глашоу
Шелдън Лий Глашоу (на английски: Sheldon Lee Glashow) е американски физик, носител на Нобелова награда за физика за 1979 година.

## Биография
Роден е на 5 декември 1932 година в Бруклин, Масачузетс. Завършва Природоматематическа гимназия в Бронкс, Ню Йорк, където са съученици със Стивън Уайнбърг. Получава бакалавърска степен от Корнелския университет, а докторска дисертация защитава през 1959 г. в Харвард. Понастоящем е професор по математика и физика в Бостънския университет.
През 1960 г. предлага първоначална теория на електрослабото взаимодействие, която по-късно Абдус Салам и Стивън Уайнбърг доразвиват в пълна теория, за което тримата споделят Нобеловата награда за 1979. По-късно заедно с Джон Илиополус и Лучано Маяни предсказва теоретично чаровния кварк.
Глашоу е отявлен критик на теорията на суперструните, главно поради липсата на каквито и да е нови наблюдаеми следствия от тази теория. Навлизането на суперструнната теория в Харвард е главната причина Глашоу да напусне университета.